# Polystichum duthiei
Polystichum duthiei är en träjonväxtart som först beskrevs av Hope, och fick sitt nu gällande namn av Carl Frederik Albert Christensen. Polystichum duthiei ingår i släktet Polystichum och familjen Dryopteridaceae. Inga underarter finns listade.